# National Film and Television School
Die staatliche National Film and Television School (NFTS) in Beaconsfield (bei London) gilt als bedeutendste Filmhochschule Großbritanniens und gehört zu den weltweit angesehensten Film- und Medieninstitutionen.
Seit ihrer Gründung 1971 lehrt die NFTS ein stark praxisbezogenes Diplom- und Master-Programm, unter anderem in den Fächern Regie, Drehbuch, Kamera, Schnitt, Szenenbild, Filmmusik, Ton, Animationsfilm und Produktion.
An der NFTS dozieren zahlreiche Persönlichkeiten aus der Film- und Fernsehbranche wie Paul Dickson (Regie), Stephen Frears (Regie), Simon Beaufoy (Drehbuch), Brian Tufano (Kamera) oder Kim Longinotto (Dokumentarfilm) sowie viele internationale Gastdozenten, unter anderem Ken Loach, Robert Altman, Jim Jarmusch, Atom Egoyan, Michael Winterbottom, Thomas Vinterberg, Spike Lee und Danny Boyle.
2014 wurde die NFTS von der amerikanischen Fachzeitschrift The Hollywood Reporter zur besten von insgesamt 15 internationalen Filmhochschulen" gewählt.
Die NFTS wird von der Abteilung für Kultur, Medien und Sport der britischen Regierung finanziert und gefördert. Weitere wichtige Partnerschaften bestehen mit BBC, ITV, Channel Four und BSkyB sowie den Filmstudios UIP und Warner Bros.
Direktor ist der britische Filmproduzent Nik Powell. Präsident ist Lord Richard Attenborough.

## Absolventen (Auswahl)
Animationsfilm
- Nick Park (Chicken Run, Wallace and Gromit)
- Sharon Colman (Badgered)

Regie
- David Yates (Harry Potter und der Orden des Phönix, Harry Potter und der Halbblutprinz, Harry Potter und die Heiligtümer des Todes: Teil 1, Harry Potter und die Heiligtümer des Todes: Teil 2)
- Lynne Ramsay (We Need to Talk About Kevin, Ratcatcher, Morvern Callar)
- Mark Herman (Little Voice, Brassed Off)
- Kim Longinotto (Dreamcatcher, Pink Saris, Sisters in Law)
- Michael Caton-Jones (Memphis Belle, This Boy’s Life)
- Michael Radford (1984, Der Postmann (Il postino), Der Kaufmann von Venedig)
- Bernard Rose (Ludwig van B. – Meine unsterbliche Geliebte, Candyman’s Fluch)
- Nick Broomfield (Battle for Haditha, Die Peitsche der Pandora)
- Brady Hood (* 1985), Filmregisseur

Kamera
- Roger Deakins (A Beautiful Mind – Genie und Wahnsinn, Fargo, Hurricane, The Man Who Wasn’t There, Der Vorleser, True Grit, Skyfall)
- Andrzej Sekuła (Pulp Fiction, American Psycho, Reservoir Dogs)
- David Tattersall (Star Wars: Episode I – Die dunkle Bedrohung, Star Wars: Episode II – Angriff der Klonkrieger, Star Wars: Episode III – Die Rache der Sith, The Green Mile)
- Alwin Küchler (The Road to Guantanamo, 24 Hour Party People)

Filmmusik
- Trevor Jones (Der letzte Mohikaner, Notting Hill, Brassed Off)
- Dario Marianelli (Brothers Grimm, V wie Vendetta, Stolz und Vorurteil, Anna Karenina)

Drehbuch
- Laurie Nunn (Sex Education)